# ورنن (روستا)، نیویورک
ورنن (روستا)، نیویورک (به انگلیسی: Vernon (village), New York) یک منطقهٔ مسکونی در ایالات متحده آمریکا است که در شهرستان اونیدا، نیویورک واقع شده‌است.

## خصوصیات
ورنن ۲٫۴ کیلومترمربع مساحت و ۱٬۱۷۲ نفر جمعیت دارد و ۱۹۳ متر بالاتر از سطح دریا واقع شده‌است.